# Stazione di Napoli Scalo Merci
La stazione di Napoli Scalo Merci era una stazione ferroviaria posta sulla linea Alifana bassa, nonché suo capolinea meridionale dal 1955 ai primi anni 1970. Serviva il rione Vasto, nella città di Napoli.

## Storia
La stazione, situata in Via Don Bosco nei pressi dell'omonimo istituto, venne attivata, solo come scalo merci e sede di una rimessa dei rotabili, il 30 marzo 1913 insieme alla tratta ferroviaria da Napoli a Capua (Alifana bassa).
Venne utilizzata anche come scalo per il traffico viaggiatori, creando marciapiede e pensilina fra i due binari, dal 1955, quando per ragioni di viabilità il capolinea venne spostato da piazza Carlo III a qui e introducendo una navetta su gomma per collegare questo scalo con la stazione di Napoli Piazza Carlo III e via Carriera Grande, allora capolinea degli autobus.
A causa della crescente urbanizzazione dell’hinterland napoletano, agli inizi degli anni 1970 il capolinea venne ulteriormente spostato alla stazione appositamente creata di Napoli Capodichino, mentre lo scalo era sempre meno usato per il traffico merci, il servizio ferroviario ormai non risultava più adeguato alle esigenze; pertanto il 20 febbraio 1976 l’esercizio dell'Alifana bassa venne sospeso, in previsione della costruzione di una nuova linea metropolitana corrente più ad est.
Il piazzale dello scalo fu abbandonato e poi utilizzato prima come deposito rotabili, poi come sede degli uffici di MetroCampania NordEst.

## Strutture e impianti
La stazione disponeva di 2 binari, di cui ora non resta traccia, per il servizio viaggiatori.